# Miltogramma lindneri
Miltogramma lindneri är en tvåvingeart som först beskrevs av Villeneuve 1933.  Miltogramma lindneri ingår i släktet Miltogramma och familjen köttflugor. Inga underarter finns listade i Catalogue of Life.